# Pierre Porxe

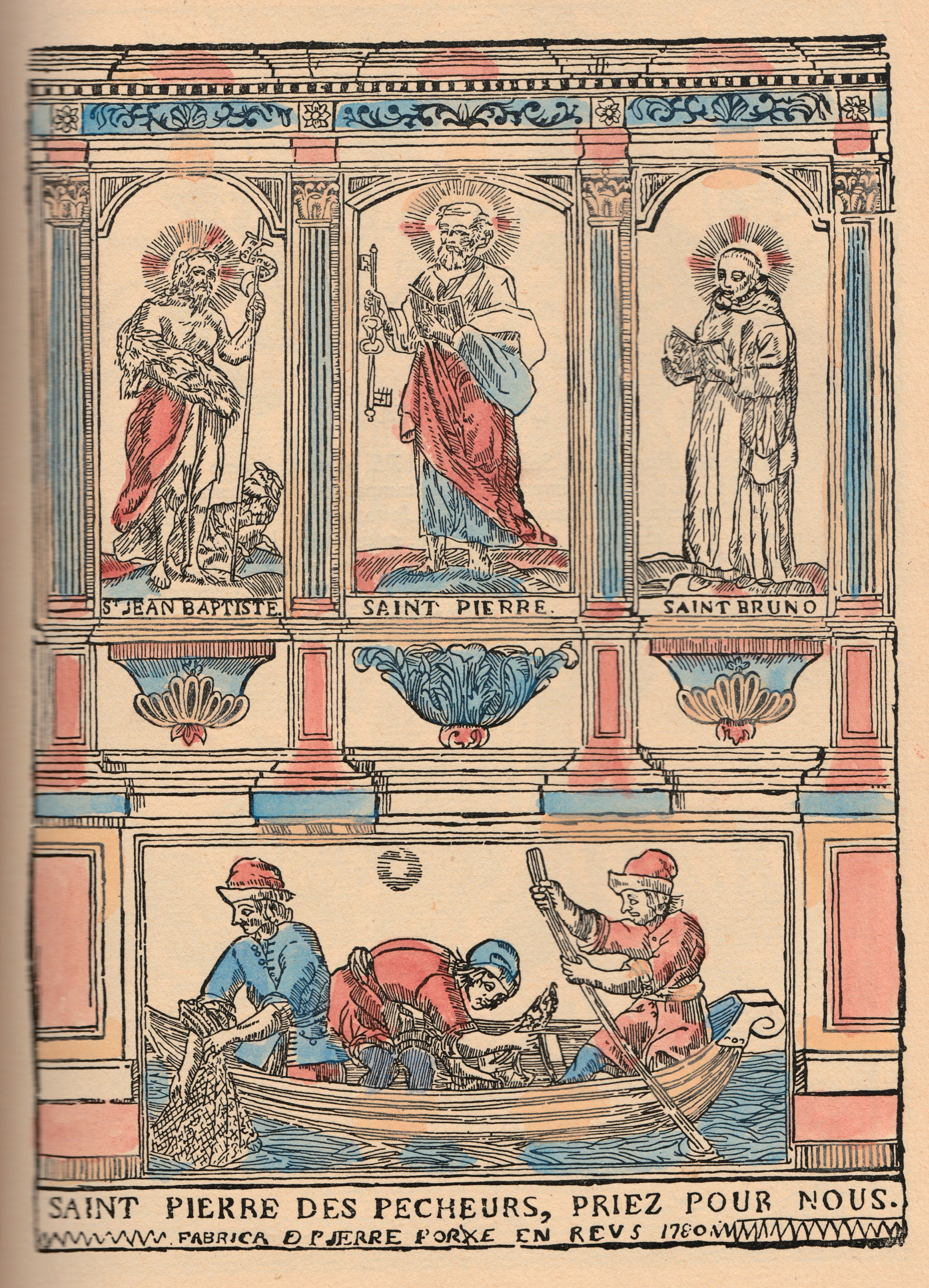
Gravat de Pierre Porxe acolorit a la trepa, representant sant Pere i altres sants

Pierre Porxe (Roézé-sur-Sarthe ? - Reus, 18 de novembre de 1787) va ser un gravador i xilògraf que es va instal·lar a Reus cap a l'any 1770.
Es conserva a l'Arxiu Històric de Barcelona una col·lecció de gravats d'aquest autor estudiats per Joan Amades, que els situa elaborats a Reus: «Les primeres estampes pintades a la trepa que fins avui ens són conegudes, són reusenques, sortides de l'obrador d'un foraster, Pierre Porxe» ... «Porxe devia portar les planxes xilogràfiques del seu país, puix que algunes de les seves estampes pel traç del dibuix, pel tirat de la xilografia i per la visió iconogràfica de les imatges difereixen completament de la imatgeria tradicional nostrada». Amades el relaciona també amb una família de naipers o fabricants de cartes de Clarmont d'Alvèrnia. Segons el cronista reusenc Josep M. Domingo Blay, Porxe hauria vingut a Reus al voltant de l'any 1765, sense viure-hi però de manera seguida. És probable que fos comerciant o marxant entre França i Reus, ciutat on es va casar i on va tenir una filla, i que es desplacés periòdicament entre Catalunya i França, fins que el 1787 va morir a Reus i allí va ser enterrat. Amades dubta si les xilografies eren gravades per Porxe o les portava ja fetes de França, però el que sí que és cert és que les imprimia i acoloria a Reus, cosa que fa suposar que tenia un obrador a la ciutat, encara que no s'ha localitzat. La mida de les planxes, més gran que les estampes catalanes de l'època, fa creure que s'havien d'utilitzar amb maquinària d'impremta. En aquella època hi havia a Reus l'impressor Rafael Compte, el naiper i impressor Benet Barber i potser tenia ja obrador Ramon Perxells, que al segle següent seria un conegut cartaire o fabricant de cartes. És possible que algun d'aquests professionals fes les impressions de Porxe. Alguns dels dibuixos conservats de Porxe es van fer per encàrrec de persones de les contrades reusenques, com ara una estampa de santa Càndia, patrona de Falset, o un sant Magí, pel qual no hi ha devoció arrelada fora de les comarques tarragonines. Segons Amades: «Les estampes de Porxe […] són les millors de l'estamperia catalana, de l'acolorida sens dubte, i constitueixen una selecta llaminadura bibliofílica». Porxe és un exemple del comerç ambulant i del negoci dels gravadors estrangers a Catalunya a finals del segle xviii.